# 茅排乡
茅排乡，是中国江西省抚州市临川区所辖的一个乡。

## 行政区划
茅排乡下辖以下村级行政区划单位
茅排村、庄前村、南际村、泽泉村和山陂村。